# Самок, Сергей Викторович
Серге́й Ви́кторович Само́к (род. 15 февраля 2001, Тальменка, Алтайский край) — российский футболист, вратарь азербайджанского клуба «Туран».

## Биография
Родился в посёлке Тальменка, Алтайский край.
В 2007 году начал заниматься футболом в тальменской ДЮСШ «Юность». В 2016 году перешёл в академию «Томи». В январе 2018 года присоединился к академии московского ЦСКА.
Летом 2019 года пополнил состав к молодёжной команды клуба «Сочи».
25 июня 2021 года на правах аренды перешёл в «СКА-Хабаровск». 4 августа 2021 года в матче Кубка России против московского «Торпедо» дебютировал в профессиональном футболе.
13 октября 2021 года в матче против «Факела» дебютировал в Первом дивизионе.
19 июля 2022 года на правах свободного агента присоединился к «Новосибирску».
13 января 2023 года пополнил состав «Ротора». В сезоне 2022/23 с клубом стал бронзовым призёром Второй лиги (группа 1).
29 января 2024 года перешёл в «КАМАЗ».
20 июня 2024 года присоединился к азербайджанскому клубу «Туран». 29 сентября 2024 года дебютировал в чемпионате Азербайджана в матче против клуба «Шамахы».

## Статистика выступлений
| Выступление       | Выступление       | Выступление      | Лига | Лига | Кубки | Кубки | Стыковые матчи | Стыковые матчи | Итого | Итого |
| Клуб              | Лига              | Сезон            | Игры | Голы | Игры  | Голы  | Игры           | Голы           | Игры  | Голы  |
| ----------------- | ----------------- | ---------------- | ---- | ---- | ----- | ----- | -------------- | -------------- | ----- | ----- |
| → СКА-Хабаровск   | Первый дивизион   | 2021/22          | 7    | −8   | 1     | 0     | 0              | 0              | 8     | -8    |
| → СКА-Хабаровск   | Итого             | Итого            | 7    | −8   | 1     | 0     | 0              | 0              | 8     | -8    |
| → СКА-Хабаровск-2 | Второй дивизион   | 2021/22          | 4    | −3   | —     | —     | —              | —              | 4     | -3    |
| → СКА-Хабаровск-2 | Итого             | Итого            | 4    | −3   | —     | —     | —              | —              | 4     | -3    |
| Новосибирск       | Вторая лига       | 2022/23          | 5    | −6   | 0     | 0     | —              | —              | 5     | -6    |
| Новосибирск       | Итого             | Итого            | 5    | −6   | 0     | 0     | —              | —              | 5     | -6    |
| Ротор             | Вторая лига       | 2022/23          | 11   | −5   | 0     | 0     | —              | —              | 11    | -5    |
| Ротор             | Вторая лига («А») | 2023/24          | 4    | −5   | 3     | −1    | —              | —              | 7     | -6    |
| Ротор             | Итого             | Итого            | 15   | −10  | 3     | −1    | —              | —              | 18    | -11   |
| КАМАЗ             | Первая лига       | 2023/24          | 9    | −8   | 0     | 0     | —              | —              | 9     | -8    |
| КАМАЗ             | Итого             | Итого            | 9    | −8   | 0     | 0     | —              | —              | 9     | -8    |
| Туран             | АПЛ               | 2024/25          | 14   | −15  | 2     | −4    | —              | —              | 16    | -19   |
| Туран             | Итого             | Итого            | 14   | −15  | 2     | −4    | —              | —              | 16    | -19   |
| Всего за карьеру  | Всего за карьеру  | Всего за карьеру | 54   | −50  | 6     | −5    | 0              | 0              | 60    | -55   |

## Достижения
«Ротор»
- Бронзовый призёр Второй лиги (группа 1): 2022/23